# Csapody Ferenc
Zalalövői Csapody Ferenc (1689 – Nagyszombat, 1762. március 28.) Vas vármegye főszolgabírája, nagyszombati kerületi táblai ülnök, földbirtokos.

## Élete
A nemesi származású zalalövői Csapody család leszármazottja. Édesapja zalalövői Csapody István († 1703) törökverő katona, a zalalövői vár utolsó főkapitánya, zalai földbirtokos; édesanyja a tekintélyes osztopáni Perneszy család sarja, osztopáni Perneszy Zsófia (fl. 1651–1702) volt. Anyai nagyszülei osztopáni Perneszy István (fl. 1647–1663), a zalalövői vár főkapitánya, földbirtokos és nyéki Rauch Zsuzsanna (fl. 1657) voltak. Az anyai nagyapai dédszülei osztopáni Perneszy Ferenc (fl. 1606–1651), Zala és Somogy vármegyék alispánja, országgyűlési követe, a lövői várkapitány, földbirtokos és szombathelyi Zombathely Zsófia asszony voltak.
1733-ban igazolta nemességét Vas vármegyében. Csapody Ferenc nagy gondot fordított a Somogy, Vas, Veszprém, Bars, Hont, Nyitra megyei Perneszy javak minél alaposabb felkutatására, és a lehetőség szerinti jogbiztosításra. Csapody Ferenc fivére, ifjabb István már 1701-ben utód nélkül meghalt. Az egyik leánytestvére, Csapody Mária (fl. 1710–1714), akinek a férje barkóczi Rosty László (fl. 1710–1730), Vas vármegye főszolgabírája, földbirtokos; egyik gyermekük, barkóczi Rosty Ferenc (1718–1790) királyi tanácsos, Vas vármegye alispánja, földbirtokos, aki szintén örökölt egy jelentős részét a Perneszy családnak a birtokait. A másik leánytestvére, zalalövői Csapody Katalin (fl. 1710-1728), akinek a férje, Gábor György (másképp szalapatakai Nagy György) (fl. 1687–1715), Zala vármegye alispánja, országgyűlési követe, földbirtokos. A családi birtokok jelentős része valószínűsíthetően a legidősebb fiú, Csapody József kezébe került.
1736 őszén osztopáni Perneszy Jusztina leánya, Vukovics Éva, Baranyay Pál özvegyeként Lövőn, Mindszenten, Hás- ságyon, Salomvárott, Felső- és Középsőbagodban, Hagyároson, Bessenyőben, Pölöske Szentmihályon, Récsén fekvő ingatlanait, mindazokat melyeket ténylegesen is birtokolt, s azokat is melyekre jogigényt formált, 2000 rajnai forintért Csapody Ferencnek zálogolta oly feltétel alatt, hogy a megvásárló Csapody azokat élete végéig birtokolhatja, de halála után mind az özvegy, mind pedig utódai a fenti összegért visszaválthatják. Jó rokonhoz illően rögzítette: a későbbiekben esetleg visszaszerzett javakat, miképpen a birtokokra szánt befektetéseket is, a visszaváltóknak meg kell téríteniük. E zálogjószágokon kívül Vukovics Éva Csapodynak örök jogon felvallotta magyarodi, istvándi pusztákon, Jakon fekvő részjószágait.

## Házassága és gyermekei
Feleségül vette szentviszlói Deseő Máriát, szentviszlói Deseő Ferenc, földbirtokos és Gaiger Magdolna lányát. Apai nagyszülei szentviszlói Deseő Zsigmond, földbirtokos és nemes Gusich Zsófia voltak. Anyai nagyszülei jobbágyi Gaiger Miklós, földbirtokos és nádasdi Nádasdy Orsolya voltak; az utóbbinak a szülei nádasdi Nádasdy Boldizsár (fl. 1636–1664), Vas vármegye alispánja 1646 és 1656 között, országgyűlési követe 1659-ben, földbirtokos valamint tarródi és németszecsődi Tarródy Orsolya (fl. 1628) voltak. A házasságukból született:
- zalalövői Csapody László János (Petőfalva, 1724. június 27. – Zalaegerszeg, 1791. október 9.), jezsuita rendi tanár, költő[4][5]
- zalalövői Csapody József Antal (Petőfalva, Nyitra vármegye, 1727. március 1. - Ádánd, Somogy vármegye, 1771. augusztus 11.) Somogy vármegye főszolgabíraja, földbirtokos. Felesége: jobaházi Dőry Anna Mária (*Szerdahely, 1739. december 2.–Ádánd, 1805. augusztus 18.)
- zalalövői Csapody Lajos (Petőfalva, 1729. október 8. – Veszprém, 1801. június 6.), jezsuita rendi szerzetes, címzetes püspök.[6]
- zalalövői Csapody Borbála (Petőfalva, 1731. március 10.–Zalahosszufalu, 1794. május 13.). Első férje, forintosházi Forintos János (Sümeg, 1727. szeptember 29.–Zalalövő, 1771. április 13.), Zala vármegye főjegyzője, földbirtokos. Második férje: bajáki Bajáky Boldizsár (1731–Zalahosszufalu, 1794. május 15.), földbirtokos
- zalalövői Csapody Kajetána, klarissza apáca Pozsonyban
- zalalövői Csapody Mária (szerzetes néven: Angéla) (Petőfalva, 1737. május 2.–Zalalövő, 1789. január 10.), klarissza apáca Pozsonyban
- zalalövői Csapody Katalin (szerzetes néven: Alojzia) (Petőfalva, 1728. április 22.–Pest, 1804. december 31.), orsolyita apáca Nagyszombatban
- zalalövői Csapody Erzsébet (Petőfalva, 1738. október 6.–Bessenyő, 1781. február 9.). Férje, besenyői és velikei Skublics János (1738–Bessenyő,1808. augusztus 3.), földbirtokos
- zalalövői Csapody Zsófia (szerzetes néven: Staniszla), (Petőfalva, 1745. július 27.), orsolyita apáca Nagyszombatban